# Theodor Bausch

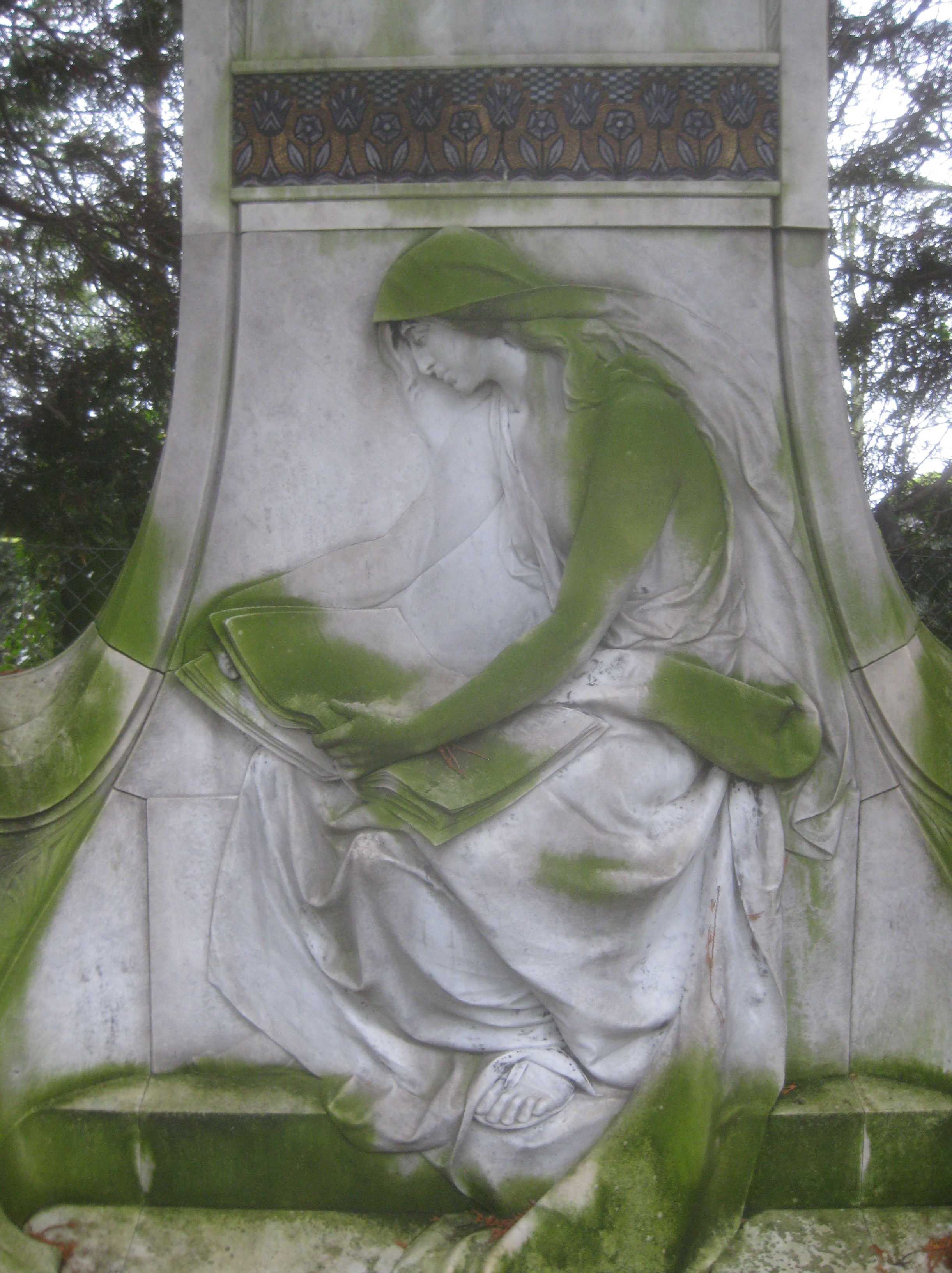
Lesende Trauernde, Marmorrelief am Grabmal der Familie Köchele, Pragfriedhof in Stuttgart

Theodor Bausch (* 19. Dezember 1849 in Stuttgart; † 3. März 1925 oder 1928 ebenda) war ein deutscher Bildhauer und Hochschullehrer an der Königlich Württembergischen Akademie der bildenden Künste in Stuttgart.

## Leben
Theodor Bausch wurde am 19. Dezember 1849 als Sohn des Schreiners und Klavierbauers Wilhelm Friedrich Bausch († um 1893) in Stuttgart geboren. Er absolvierte eine Lehre als Holzbildhauer und dann ein Studium an der Stuttgarter Kunstakademie bei Theodor von Wagner. Von 1875 bis 1881 studierte er an der Kunstakademie Dresden als Meisterschüler und Gehilfe von Johannes Schilling, er war unter anderem an der Ausführung des Niederwalddenkmals beteiligt.
1883 ließ er sich wieder in Stuttgart nieder, wo er in dem Haus seiner Eltern wohnte (Rothestraße 4, heute Theodor-Heuss-Straße). 1888 unternahm er eine längere Studienreise nach Italien und Frankreich. Anschließend bezog er eine Wohnung im Haus Eugenstraße 9 und ein Atelier im Haus Neckarstraße 7, beide in der Nachbarschaft der Kunstakademie und des Museums der bildenden Künste, der heutigen Alten Staatsgalerie.
1897 wurde Bausch zum Professor an der Königlichen Kunstschule in Stuttgart ernannt, seit 1901 Königlich Württembergische Akademie der bildenden Künste.
Laut dem Stuttgarter Sterberegister (Nr. 760) verstarb Theodor Bausch am 3. März 1925 in Stuttgart.

## Werke
| Bild | Jahr    | Ort                 | Standort                                   | Objekt |
| ---- | ------- | ------------------- | ------------------------------------------ | --- |
|      | 1879    | Stuttgart           | Pragfriedhof                               | Grabmal des Schokoladenfabrikanten Eduard Otto Moser auf dem Pragfriedhof in Abteilung 4, 1879 oder später. Klassizistische Grabanlage nach einem Entwurf des Architekten Robert von Reinhardt, das Engelstandbild und die Bronzetür schuf Theodor Bausch. |
|      | 1887    | Stuttgart           | Pragfriedhof                               | Grabmal des Bildhauers Ludwig von Hofer auf dem Pragfriedhof in Abteilung 8. Stele mit einer Marmorbüste, 1887 oder später. |
|      | 1888    | Singen              | Festung Hohentwiel                         | Zeughaustor der Festung Hohentwiel mit 2 Reliefmedaillons aus Bronze: Relief von Otto von Bismarck und Relief von Joseph Victor von Scheffel. Zustand von 1907, heute befinden sich die Reliefs auf zwei Mauerresten im Inneren des ehemaligen Zeughauses. Detailfotos: Bismarck-Relief, Scheffel-Relief. |
|      | 1888    | Stuttgart           | Städtisches Lapidarium Stuttgart           | Nymphenbrunnen am Neckartor in Stuttgart mit der Figur einer Quellnymphe oder Brunnennymphe, → Abbildung. Modell: Johann Heinrich Dannecker 1817, Ausführung in Sandstein: Theodor Wagner 1843, Ersatz durch haltbarere Marmorausführung: Theodor Bausch 1888. 1944 wurde der Brunnen zerstört, die Figur der Nymphe wurde in dem Städtischen Lapidarium Stuttgart aufgestellt (Nummer 50). – Ein Brunnen mit einer Kopie der Nymphe befindet sich im Unteren Schlossgarten in Stuttgart, → Foto. |
|      | 1893    | Wiesbaden           | Hessisches Staatstheater                   | 4 Nischenfiguren an der Südfassade des Hessischen Staatstheaters: Allegorien von Drama, Gesang, Musik und Tanz. Siehe: Hessisches Staatstheater Wiesbaden#Äußeres. |
|      | 1895    | Darmstadt           | Technische Universität, Altes Hauptgebäude | Giebelfeldgruppe am alten Hauptgebäude der Technischen Hochschule Darmstadmit mit Athena und allegorischen Figuren der Ingenieurskunst, Geometrie, Baukunst und Mechanik. |
|      | 1894/95 | Stuttgart           | Willi-Bleicher-Straße 19                   | 2 Attikastandbilder am Landesgewerbemuseum Stuttgart (heute Haus der Wirtschaft): Allegorien der Landwirtschaft und des Bergbaus, um 1965 abgenommen, seitdem an wechselnden Orten gelagert, heute in einem Natursteinwerk in Eppingen. |
|      | 1896    | Stuttgart           | Willi-Bleicher-Straße 19                   | Wappenschilde am Landesgewerbemuseum Stuttgart (heute Haus der Wirtschaft). Abbildung (als Beispiel): 3 Wappenschilde. |
|      | 1896    | Stuttgart           | Schwabtunnel                               | Liegefiguren eines Steinmetzen oder Personifikation des Handwerks und einer Weingöttin oder Personifikation des Weinbaus über Südportal u. a. |
|      | 1897    | Stuttgart           | Augustenstraße 1                           | Rubinstein-Gedenktafel am Haus Augustenstraße 1, zerstört. Zum Gedenken an den Komponisten, Pianisten und Dirigenten Anton Grigorjewitsch Rubinstein, der 1856 in der Augustenstraße 1 wohnte. |
|      | 1898    | Ulm                 | Landgericht Ulm                            | 6 allegorische Attikastandbilder von Adolf von Donndorf und Theodor Bausch auf dem Mittelbau des Landgerichts Ulm. Die Figuren symbolisieren Gottesfurcht, Standhaftigkeit, Friedfertigkeit, Wahrhaftigkeit, Weisheit und Besonnenheit. |
|      | 1901    | Stuttgart           | Johann-Sebastian-Bach-Platz                | Gänsepeterbrunnen mit der Bronzefigur eines Gänsehirten mit zwei wasserspeienden Gänsen und zwei wasserspeienden Bronzemasken am Brunnenschaft. |
|      | 1902    | Esslingen am Neckar | Ebershaldenfriedhof, Aussegnungshalle      | Aussegnungshalle auf dem Ebershaldenfriedhof in Esslingen am Neckar mit einer Engelsfigur als Kuppelbekrönung und einem Bronzeportal mit 2 flankierenden Relieftafeln: „Mutter mit Kind“ und „Alter Mann, der dem Tod entgegenblickt“. |
|      | 1908    | Stuttgart           | Marktplatz 14                              | Hans-Sachs-Standbild an der Ecke des Schuhhauses Bletzinger am Haus Marktplatz 14 in Stuttgart. Entwurf: Theodor Bausch. Ausführung: Richard Schönfeld. |
|      | 1912    | Stuttgart           | Staatstheater Stuttgart, Großes Haus       | Eine von zehn 4 Meter hohen Figuren der Portikusbekrönung des Großen Hauses des Staatstheaters Stuttgart, 3. Figur von links: Allegorie der Technik. Entwurf nach Bewegungsskizzen von Ludwig Habich, Allegorien der Künste, die bei der Schaffung szenischer Vorgänge in Tätigkeit treten. Ausführung: Richard und Willy Schönfeld. |
|      | 1912    | Stuttgart           |                                            | Marmorbüste des Zoologen Prof. Gustav Jäger („Woll-Jäger“ oder „Seelen-Jäger“). Zuletzt im Städtischen Lapidarium Stuttgart (Nummer 149), Verbleib unbekannt. |